# 南非弧犁头鳐
南非弧犁頭鰩（學名：Acroteriobatus ocellatus），又稱南非犁頭鰩、南非琵琶鱝，為軟骨魚綱犁頭鰩目犁頭鰩科弧犁頭鰩屬的其中一種，分布於西印度洋莫三比克南部到南非開普省西部海域，深度60至185公尺，本魚體延長而平扁，有狹窄的楔形吻部和胸盤，背部棕色，在體背、頭、鰭和尾部有許多藍灰色的眼斑，眼斑周圍有深棕色的環紋，體長可達81公分，棲息於沿海海域，為底棲性魚類，肉食性，卵胎生，生活習性不明，可作為食用魚。